# Wolgaplatte
Die Wolgaplatte (auch Wolgahöhen genannt, russisch Приволжская возвышенность, Priwolschskaja woswyschennost) ist ein bis 375 m  hoher, sehr langgestreckter Höhenzug im europäischen Teil von Russland. 
Die Wolgaplatte ist Teil der großen Osteuropäischen Ebene. Sie liegt westlich des Flusses Wolga zwischen den Städten Kasan im Norden und Wolgograd im Süden. Der Berglandschaft, die mit steilem Bergufer zum rechten (westlichen) Ufer der Wolga hin abfällt und die östliche Begrenzung der Wolgaplatte bildet, liegt das zumeist flach gegliederte linke (östliche) Wiesenufer gegenüber.
Oberflächennah besteht die Wolgaplatte überwiegend aus mesozoischem bis paläogenem Sandstein, Tonstein, Mergel, Kreide und Opoka. Nur an wenigen Stellen, im Bereich tektonischer Aufwölbungen, treten Kalkstein und Dolomit aus dem Karbon und Oberperm zutage.
Das mittelgebirgsartige Landschaftsbild der Wolgaplatte ist gekennzeichnet durch hügelige und bergige Bereiche, in die sich kleinere und größere Flüsse eingegraben haben. Zu diesen gehören unter anderem Chopjor, Medwediza und Sura. Als künstlich geschaffene Wasserstraße verbindet der Wolga-Don-Kanal, der an der Grenze der Wolgaplatte zu den südlich angrenzenden Jergenihügeln erbaut wurde, die aus seinem Namen ersichtlichen Flüsse in Ost-West-Richtung. 
Während die Wolgaplatte nur recht wenig besiedelt ist, befinden sich große Städte am Rand des Höhenzugs und am Ufer der Wolga. Dies sind unter anderem (von Norden nach Süden) Kasan, Uljanowsk, Saransk, Pensa, Sysran, Saratow und Wolgograd.